# Bettadasaravani, Tirthahalli
Bettadasaravani là một làng thuộc tehsil Tirthahalli, huyện Shimoga, bang Karnataka, Ấn Độ.